# Moll (Name)
Moll ist ein Familienname und Vorname.

## Namensträger

### Familienname

#### A
- Adolf Moll (1874–1926), deutscher Lehrer, Komponist, Sprach- und Gesangsforscher
- Æthelwald Moll, König von Northumbria
- Albert Moll (Mediziner, 1817) (Johann Christoph Albert Moll; 1817–1895), deutscher Arzt und Medizinhistoriker
- Albert Moll (Mediziner, 1862) (1862–1939), deutscher Psychiater und Sexualwissenschaftler
- Albrecht Moll (1913–nach 1997), deutscher Internist und Hochschullehrer
- Alfred Moll (1869–1949), Schweizer Politiker (FDP)
- Amanda Moll (* 2005), US-amerikanische Leichtathletin
- Anna Linn Moll (* 2006), deutsche Tennisspielerin
- Anne Moll (* 1966), deutsche Schauspielerin und Synchronsprecherin
- Anne Moll (Fußballspielerin) (* 2005), deutsche Fußballtorhüterin
- Arthur Moll (Ingenieur) (1878–1943), Schweizer Bauingenieur
- Arthur Moll (Korpskommandant) (1921–2024), Schweizer Militär, Korpskommandant, Waffenchef der Flieger- und Fliegerabwehrtruppen und Direktor des Bundesamts für Militärflugwesen und Fliegerabwehr
- Arthur Moll (Künstler) (1929–2011), Schweizer Maler, Grafiker und Kupferstecher
- August Moll (1822–1886), österreichischer Apotheker

#### B
- Balthasar Ferdinand Moll (1717–1785), österreichischer Bildhauer
- Benjamin Moll (* 1983), deutscher Wirtschaftswissenschaftler
- Bernhard Albrecht Moll (1743–1788), deutschamerikanischer Zeichner und Botaniker
- Billy Moll (1905–1968), US-amerikanischer Songwriter
- Bruno Moll (Ökonom) (1885–1968), deutscher Wirtschaftswissenschaftler und Hochschullehrer
- Bruno Moll (Dokumentarfilmer) (* 1948), Schweizer Dokumentarfilmer

#### C
- Carl Moll (1861–1945), österreichischer Maler
- Carmen-Dorothé Moll, deutsche Schauspielerin
- Christian Hieronymus Moll (1750–nach 1824), österreichischer Verleger und Theaterdirektor
- Claudia Moll (* 1968), deutsche Politikerin (SPD)
- Clemens Moll (* 1980), deutscher Politiker (CDU)

#### D
- Dagoberto Moll (* 1927), uruguayischer Fußballspieler und -trainer
- Dominik Moll (* 1962), französischer Regisseur

#### E
- Eduard Moll (Politiker) (1814–1896), deutscher Politiker, Oberbürgermeister von Mannheim
- Eduard Moll (Philologe) (1849–1933), deutscher Altphilologe und Schulleiter
- Elick Moll (1901–1998), US-amerikanischer Autor
- Ernst Moll (Wirtschaftswissenschaftler) (1879–1965), Schweizer Jurist, Wirtschaftswissenschaftler und Wirtschaftsmanager
- Ernst Moll (Widerstandskämpfer) (1892–1944), deutscher Widerstandskämpfer (Knöchel-Seng-Gruppe)
- Ernst Moll (Pfarrer) (1897–1962), deutscher Pfarrer in der Christengemeinschaft, Sprachforscher
- Ernst Moll (Maler) (1916–1995), deutscher Maler
- Eva Moll (* 1975), deutsche Künstlerin
- Ewald Moll (Finanzbeamter) (Gustav Ewald Moll; 1875–1944), deutscher Verwaltungsbeamter und Autor
- Ewald Moll (Landrat) († nach 1935), deutscher Verwaltungsbeamter, Landrat von Gelsenkirchen

#### F
- Florian Moll (* 1991), deutscher Schwimmer
- Francesc de Borja Moll i Casasnovas (1903–1991), menorquinischer Sprachwissenschaftler, Romanist und Katalanist
- Frank-Thorsten Moll (* 1977), deutscher Kunsthistoriker und -wissenschaftler, Kurator und Museumsdirektor
- Franz Moll (Musiker) (1830–1908), österreichischer Lehrer, Organist und Komponist
- Franz von Moll (1846–1931), österreichischer Politiker und Gutsbesitzer
- Friedrich Moll (Ingenieur) (1882–1951), deutscher Holztechnologe
- Friedrich Moll (Pharmazeut) (1930–2024), deutscher Apotheker, Lebensmittelchemiker und Hochschullehrer
- Friedrich Moll (Journalist) (1948–2018), deutscher Journalist und Fernsehmoderator
- Friedrich Moll (Mediziner) (Friedrich H. Moll; * 1959), deutscher Urologe und Medizinhistoriker
- Fritz Moll (1839–1918), deutscher Unternehmer und Firmengründer

#### G
- Geneviève Moll (1942–2011), französische Journalistin
- Georg Moll (* 1935), deutscher Historiker und Hochschullehrer
- Gerard Moll (Gerrit Moll; 1785–1838), niederländischer Mathematiker, Astronom und Physiker
- Gerhard Moll (Naturschützer) (1913–2006), deutscher Naturschützer und Ornithologe
- Gerhard Moll (Maler) (1920–1986), deutscher Maler
- Gerhard Moll (Lokomotivführer) (1933–2015), deutscher Lokomotivführer und Autor
- Giorgia Moll (* 1938), italienische Schauspielerin und Sängerin
- Gunther Moll (* 1957), deutscher Kinderpsychiater, Autor und Politiker
- Gustav Moll (1844–1901), deutscher Unternehmer
- Guy Moll (1910–1934), französischer Autorennfahrer algerischer Herkunft

#### H
- Hana Moll (* 2005), US-amerikanische Stabhochspringerin
- Hans Moll (Unternehmer) (* 1941), deutscher Unternehmer und Firmengründer
- Hans Heinrich Moll (1913–2008), deutscher Ingenieur und Wirtschaftsmanager (Krupp, MAN)
- Hans-Michael Moll (1935–1986), deutscher Jurist und Politiker (CDU)
- Heinrich Moll (1907–1960), deutscher Chemiker
- Heinz Moll (Architekt) (1899–1987), deutscher Architekt
- Heinz Moll (Politiker) (1928–2008), Schweizer Politiker (FDP)
- Helmut Moll (* 1944), deutscher Priester und Historiker
- Herbert Moll (1916–2002), deutscher Fußballspieler
- Herman Moll (1654?–1732), englischer Kupferstecher, Kartograph und Verleger
- Hermann Moll (General) (1890–1959), deutscher Generalleutnant und Manager
- Hermann Moll (Waffenhändler) (* 1957), deutscher Waffenhändler
- Hugo Moll (vor 1880–1936), deutscher Fabrikant

#### J
- Jacob Moll (1871–nach 1930), deutscher Fabrikant
- Jakob Moll (1537–1628), Bürgermeister der Freien Reichsstadt Aachen
- Jakob A. Moll (1832–1914), deutscher Augenarzt
- James Moll (* 1963), US-amerikanischer Filmregisseur und Filmproduzent
- Jan Moll (1912–1990), polnischer Chirurg und Hochschullehrer
- Jochen Moll (1928–2012), deutscher Fotograf
- Johann Moll (Unternehmer) (1886–1927), deutscher Schallplattenfabrikant
- Johann Carl Moll (1748–1831), deutscher Offizier und Mathematiker
- Johann Christoph Albert Moll (1817–1895), deutscher Arzt und Medizinhistoriker, siehe Albert Moll (Mediziner, 1817)
- Johann Jakob Moll (Jean-Jacques Moll; 1743–1828), Schweizer Staatstheoretiker
- Johann Karl von Moll (1797–1879), österreichischer General
- Johann Nikolaus Moll (1709–1743), Tiroler Bildhauer
- Johann Paul Carl von Moll (1735–1812), deutscher Naturforscher
- Johann Peter Moll (1703–1767), deutscher Baumeister des Barock
- John Lewis Moll (1921–2011), US-amerikanischer Elektroingenieur
- Josef Moll (Jurist) (1872–1957), österreichischer Jurist und Richter
- Josef Moll (1908–1989), deutscher General
- Josef Moll-Thissen (1923–2023), deutscher Unternehmer und Firmengründer
- Josep Moll i Marquès (1934–2007), spanischer Politiker und Journalist
- Jürgen Moll (1939–1968), deutscher Fußballspieler

#### K
- Karl von Moll (1735–1812), deutsch-österreichischer Paläontologe und Zoologe, siehe Johann Paul Carl von Moll
- Karl von Moll (1760–1838), deutscher Geologe, Naturwissenschaftler und Staatsmann
- Karl Moll (Politiker) (1884–1936), deutscher Politiker, Bürgermeister von Meersburg
- Karl Bernhard Moll (1806–1878), deutscher Theologe
- Karl Heinz Moll (1924–1982), deutscher Fotograf, Schriftsteller, Naturschützer und Umweltpädagoge
- Kevin N. Moll (* 1954), US-amerikanischer Musikwissenschaftler und Hochschullehrer
- Klaus-Uwe Moll (* 1968/69), deutscher Ingenieur und Hochschullehrer
- Kurt Moll (1938–2017), deutscher Opernsänger (Bass)

#### L
- Leopold Moll (1877–1933), österreichischer Kinderarzt

#### M
- Marg Moll (1884–1977), deutsche Bildhauerin und Malerin
- Martin Moll (* 1961), österreichischer Historiker
- Matthias Moll (1901–1958), deutscher Politiker (SPD)
- Maximilian Moll (Regisseur) (* 1967), deutscher Regisseur, Produzent und Drehbuchautor
- Maximilien Joseph Moll (1813–1849), deutscher Revolutionär und Uhrmacher
- Michael Moll (* 1974), deutscher Autor

#### N
- Nikolaus Moll (Bildhauer) (1676–1754), österreichischer Bildhauer
- Nikolaus Moll (Priester) (1879–1948), deutscher Priester und Pädagoge

#### O
- Oskar Moll (1875–1947), deutscher Maler
- Otto Moll (Philologe) (1882–1968), deutscher Philologe
- Otto Moll (1915–1946), deutscher SS-Hauptscharführer

#### P
- Paul von Moll (Franz Luyckx; 1824–1896), belgischer Benediktiner, stand im Ruf eines Wunderheiligen
- Paul Moll (Unternehmer) (1905–2009), deutscher Textilunternehmer, Maler, Sammler und Kunststiftungsgründer
- Peter Moll (Geograph) (* 1938), deutscher Geograph
- Peter Moll (Theologe) (1943–2006), Schweizer Theologe und Erziehungswissenschaftler
- Petra Moll (1921–1989), deutsche Kunstmalerin
- Philipp Moll (1970–2016), deutscher Kabarettist

#### Q
- Quirin Moll (* 1991), deutscher Fußballspieler

#### R
- Ralf Moll (* 1966), deutscher Ökotrophologe und Buchautor
- Richard Moll (1943–2023), US-amerikanischer Schauspieler
- Roland Moll (* 1951), deutscher Pathologe und Hochschullehrer
- Rolf Moll (1928–2018), deutscher Ingenieur, Rennfahrer und Verbandsfunktionär
- Rudolf Moll (um 1830–1908), deutscher Marzipanfabrikant, Firmengründer und Erfinder

#### S
- Sebastian Moll (Autor) (* 1964), deutsch-amerikanischer Journalist und Buchautor
- Sebastian Moll (Theologe) (* 1980), deutscher Theologe und Autor
- Siegfried Moll (Maler) (1918–1995), deutscher Maler, Architekt und Heimatforscher
- Siegfried Moll (Komponist) (* 1936), deutscher Musiker und Komponist
- Stefan Moll (* 1970), deutscher Schlagersänger
- Susanne Moll (* 1987), österreichische Snowboarderin

#### T
- Theo Moll (* 1933), deutscher Fußballspieler
- Theodor Moll (1824–1884), deutscher Fabrikant
- Therese Moll (1934–1961), Schweizer Grafikdesignerin

#### U
- Udo Moll (1966–2023), deutscher Jazzmusiker

#### V
- Victor Moll (* 1956), US-amerikanischer Mathematiker

#### W
- Waldemar Moll (* 1934), deutscher Physiologe und Hochschullehrer
- Walter Moll (1876–1927), preußischer Landrat und Ministerialbeamter
- Walter Moll (Bauingenieur) (1881–1957), Schweizer Bauingenieur, seit 1921 tätig in Buenos Aires
- Werner Moll (1917–1989), Schweizer Rheumatologe und Hochschullehrer
- Wilhelm Moll (Widerstandskämpfer) (1900–1944), deutscher antifaschistischer Widerstandskämpfer
- Wilhelm Moll (Bibliothekar) (1920–1979), US-amerikanischer Bibliothekar österreichischer Herkunft
- Wilhelm Moll (Jurist) (* 1949), deutscher Rechtsanwalt und Hochschullehrer
- Wilhelm Theodor Moll (1864–1944), deutscher Lederfabrikant
- Wolfgang von Moll (?–1589), deutscher Jurist, fürstbischöflich passauischer Pfleger, Erbauer des Passauer Mollnhofs
- Wolfgang Moll (Bodenkundler) (1928–1996), deutscher Agrarwissenschaftler, Bodenkundler und Hochschullehrer
- Wolfgang Moll (Akustiker) (1928–2013), deutscher Akustiker

### Vorname
- Moll Davis (eigentlich Mary Davis; 1648–1700), englische Schauspielerin und Mätresse

### Fiktive Personen
- Moll Flanders, literarische Figur von Daniel Defoe